# サマンサ・キャメロン
サマンサ・グウェンドリン・キャメロン（Samantha Gwendoline Cameron、1971年4月18日 - ）はイギリスの保守党党首及びイギリス首相デーヴィッド・キャメロンの妻である。彼女はスマイソン社のクリエイティブ･ディレクター、高級インテリアグッズの店「Oka」の共同経営者でもある。

## 生い立ち
1971年4月18日、サマンサ・グウェンドリン・シェフィールド（Samantha Gwendoline Sheffield）としてロンドンで生まれた。父親は第8代シェフィールド準男爵レジナルド・シェフィールドで、リンカーンシャー州の土地所有者である。約1キロ平方に広がる邸宅「ノーマンビー･ホール」は16世紀からシェフィールド家が所有してきた。先祖の1人はヘンリー8世の時代の下院議長であった 。母はアナベル・ジョーンズ・シェフィールドである。両親は結婚から5年後に離婚した。母はウイリアム・アスター（アスター子爵、メージャー政権で大臣職に就任）と再婚し、アスター子爵夫人となった。
彼女はノース･リンカンシャー州の大邸宅で育った。名門私立校マルボロ･カレッジで学び、Aレベル（イギリスの大学入学統一試験）を取得した。キャンバーウェル・カレッジ・オブ・アーツで芸術の基礎を学び、それから西イングランド大学でファインアートの勉強を続けた。この時代にデービッド・キャメロンとデービッドの兄弟クレアを介して出会った。

## 家族
1996年6月1日、オックスフォードシャーでデービッド･キャメロンと結婚した。
長男イバン・レジナルド・イアンは2002年4月8日にロンドンのハマースミス・アンド・フラムで、脳性麻痺とてんかんを持って生まれ、2009年2月25日早朝、セントメアリー病院で6歳で亡くなった。
長女ナンシー・グウェンは2004年1月19日、次男アーサー・エルウェンは2006年2月14日生まれで、どちらもロンドンのウエストミンスターで生まれた。2010年3月に4人目の子供を妊娠していることが発表された。同年8月24日にコーンウォールでの休暇中に王立コーンウォール病院で女児を出産、フローレンス・ローズ・エンデリオンと名づけた。洗礼名の「エンデリオン」はコーンウォール地方の聖人「聖エンデリエンタ」からとられた。
キャメロンの母方の曽祖父はロイター会長のロデリック・ジョーンズ卿、曾祖母は小説家イーニッド・バグノルドである。彼女の母と母方の祖母パンドラ・クリフォードはアスター家出身者と結婚した。彼女の継父はウイリアム･アスターである。1980年代のマーガレット・サッチャーを支えた政治家フェルディナンド・マウントも親戚である。